# بيبي غيلافوغي
بيبي غيلافوغي (بالإسبانية: Pepe Guilavogui)‏ هو لاعب كرة قدم إسباني في مركز الهجوم، ولد في 2 يونيو 1993 في كوناكري في غينيا. لعب مع رايو فايكانو ب.

## وصلات خارجية
- بيبي غيلافوغي على موقع قاعدة بيانات كرة القدم.إي يو (الإنجليزية)
- بيبي غيلافوغي على موقع ناشيونال فوتبول تيمز (الإنجليزية)
- بيبي غيلافوغي على موقع Soccerway.com (الإنجليزية)